# Función de producción
En economía, la función de producción representa la máxima cantidad que se puede producir de un bien económico con unos recursos; por lo tanto es una aplicación que a un vector de recursos le hace corresponder un escalar que representa la cantidad producida. La función de producción de un productor relaciona la cantidad usada de factores de producción con la producción obtenida gracias a ella. El productor puede ser una economía, un sector productivo o una determinada industria.

## Supuestos básicos
No cualquier función de los factores de producción resulta una función de producción razonable, por esa razón se consideran una serie de supuestos que se cree debería satisfacer toda función de producción realista. Los factores de producción incluyen en casi todos los casos de interés práctico trabajo y capital; pudiendo incluir en algunos casos tierra, materias primas o recursos naturales. Frecuentemente se simplifica suponiendo que en muchos sectores sólo interviene el capital y el trabajo, aunque esto puede no ser adecuado para otros sectores en particular que consumen una cantidad apreciable de recursos naturales.
En ese caso la función de producción {\displaystyle \scriptstyle F(\cdot ,\cdot )} es una función monótona creciente en las variables capital (K), trabajo (L) y otros factores de producción (Ri), siendo la producción Y se tiene:

(1){\displaystyle Y=F(K,L,R_{i})\,}

Los supuestos básicos comunes son:
1. {\displaystyle F(K,0,R_{i})=0,\ \forall K}, es decir, se asume que sólo es posible obtener algo de producto usando una mínima cantidad de trabajo L. Aunque este supuesto se usa comúnmente no es esencial para la discusión de funciones de producción.
2. {\displaystyle F'_{K},F'_{L},F'_{i}>0\,}, es decir, las productividades marginales del capital, el trabajo y los demás recursos son positivas.
3. {\displaystyle F'_{KK},F'_{LL}F'_{ii}<0\,}, es decir, las productividades marginales son decrecientes, tal como establece la ley de los rendimientos decrecientes.
4. {\displaystyle F(\lambda K,\lambda L,\lambda R_{i})=\lambda F,\ \forall \lambda }, es decir, se supone que los rendimientos de escala son constantes, lo que implica que la función de producción será una función homogénea de primer grado.

La condición (4) no es realmente una limitación, ya que como se verá más adelante, una función de rendimientos de escala decrecientes, puede ser representada por una función de rendimientos de escala constantes en la que se introduce formalmente un factor de producción adicional llamado "mítico" o factor "limitante".

## Ejemplos

### Función de producción de Cobb-Douglas
Un tipo de función de producción ampliamente usado es la función de producción de Cobb-Douglas (con rendimientos de escala constante) que tiene la forma:

{\displaystyle Y=A(R_{i})\cdot K^{\alpha }L^{1-\alpha }}

Esta función tiene la importante propiedad de que {\displaystyle \scriptstyle \alpha } representa la participación del capital y la participación de la mano de obra {\displaystyle \scriptstyle 1-\alpha } y la productividad total de los factores puede escribirse fácilmente como:

{\displaystyle PTF={\frac {\Delta A}{A}}={\frac {1}{A}}\sum _{i=1}^{n}{\frac {\partial A(R_{i})}{\partial R_{i}}}\Delta R_{i}}

### Función de producción CES
La función de producción con elasticidad constante de substitución (CES por sus siglas en inglés) viene dada matemáticamente por la expresión:

{\displaystyle Y=(a_{K}K^{\rho }+a_{L}L^{\rho })^{\frac {1}{\rho }}}

Esta función tiende a parecerse una función de Cobb-Douglas cuando {\displaystyle \scriptstyle \rho \to 0}.

## Rendimientos de escala
Dada una economía de producción o un proceso productivo representables mediante una función de producción, se dice que la tecnología empleada o la economía tiene rendimientos de escala decrecientes si:

{\displaystyle \forall \lambda >1:\qquad F_{D}(\lambda K,\lambda L,\lambda R_{i})<\lambda F_{D}(K,L,R_{i})}

Eso significa que por ejemplo al duplicar todos los factores la producción total no llega a duplicarse. Eso puede deberse por ejemplo a dentro de la economía o el sistema de producción existan limitaciones de escala que dificulten la producción o haya una interferencia negativa entre diferentes agentes o procesos involucrados en la producción. Por el contrario una economía con rendimiento constantes de escala:

{\displaystyle \forall \lambda >1:\qquad F_{C}(\lambda K,\lambda L,\lambda R_{i})=\lambda F_{C}(K,L,R_{i})}

El hecho interesante es que toda economía de producción o proceso productivo con rendimientos de escala decrecientes {\displaystyle \scriptstyle F_{D}(K,L,R_{i})} puede verse como una economía con rendimientos constantes en la que se introduce un factor adicional (frecuentemente denominado factor "mítico" {\displaystyle \scriptstyle Z}) cuya provisión está limitada y no puede ampliarse por lo que un incremento proporcional en los otros factores con la misma cantidad del factor adicional no logra un aumento de la producción. Para ver esto matemáticamente definimos una función matemática {\displaystyle \scriptstyle {\hat {F}}()} tal que:

{\displaystyle {\begin{cases}{\hat {F}}(\lambda K,\lambda L,\lambda R_{i};\lambda Z)=\lambda {\hat {F}}(K,L,R_{i};Z)\\{\hat {F}}(K,L,R_{i};Z)=Z\ F_{D}(K/Z,L/Z,R_{i}/Z)\end{cases}}}

Del teorema de Euler sobre funciones homogéneas se sigue:

{\displaystyle {\hat {F}}(K,L,R_{i};Z)={\hat {F}}'_{K}K+{\hat {F}}'_{L}L+{\hat {F}}'_{i}R_{i}+{\hat {F}}'_{Z}Z}

Y por tanto si {\displaystyle \scriptstyle \lambda >1}, usando el resultado anterior para establecer una desigualdad:

{\displaystyle {\begin{matrix}F_{D}(\lambda K,\lambda L,\lambda R_{i})={\hat {F}}(\lambda K,\lambda L,\lambda R_{i};1)=\lambda {\hat {F}}(K,L,R_{i};1/\lambda )<\dots \\\dots <\lambda {\hat {F}}(K,L,R_{i};1)=\lambda F_{D}(K,L,R_{i})\end{matrix}}}

De la anterior relación se sigue que la escasez del factor "mítico" adicional {\displaystyle \scriptstyle Z} y no otra cosa es lo que estaría produciendo los rendimientos decrecientes y que conceptualmente siempre podemos suponer que los rendimientos de escala decrecientes son el resultado de la limitación efectiva de algún factor intangible adicional. Esto muestra que la inclusión de la suposición (4) en la entre los supuestos básicos no es una limitación sino que puede garantizarse siempre que la economía tenga rendimientos decrecientes o constantes de escala.
Finalmente cabe mencionar que ocasionalmente pueden existir economías de escala en las que por alguna razón para un determinado producto o el conjunto de la misma existan sinergias positivas y refuerzos mutuamente provechosos resultando rendimientos de escala crecientes.

## Funciones de producción per cápita
Puesto que se ha probado que se puede considerar que la función de producción es una función homogénea de grado 1 las funciones de producción absolutas pueden reescribirse en términos de la relación capital/trabajo de la economía y de la productividad:

{\displaystyle k:={\frac {K}{L}},\qquad y:={\frac {Y}{L}}}

Donde:
{\displaystyle k\,} es la relación capital trabajo.
{\displaystyle y\,} es el producto por unidad de mano de obra o productividad total.
Considerando {\displaystyle \scriptstyle \lambda =1/L} e introduciendo este valor en la función de producción total se tiene que:

{\displaystyle F(\lambda K,\lambda L,\lambda R_{i})=\lambda Y\Rightarrow \quad {\frac {Y}{L}}=F\left({\frac {K}{L}},1,{\frac {R_{i}}{L}}\right)\Rightarrow \quad y=f(k,r_{i})}

Donde:
{\displaystyle r_{i}\,} son las cantidades de otros factores de tipo recursos o materias primas por unidad de trabajo.
{\displaystyle f(x,y):=F(x,1,y)\,} es la función de producción per cápita o intensiva que es expresable en términos de la función de producción total o extensiva.
Si las cantidades de recursos naturales se mantienen constantes entonces se tiene que la función de producción se puede expresar como:

{\displaystyle Y=Lf_{r_{1},\dots ,r_{n}}(k)=Lf(k,r_{i})}

donde la función {\displaystyle \scriptstyle f_{r_{1},\dots ,r_{n}}(\cdot )} será en general una función de rendimientos de escala decrecientes o constantes.